# Otto Bauer (palubní střelec)
Otto Bauer (15. dubna 1916 Lovosice – 23. března 2003 Mamer) byl český Žid, příslušník Československé armády v zahraničí a palubní střelec 311. československé bombardovací perutě.

## Život

### Před druhou světovou válkou
Otto Bauer se narodil 15. dubna 1916 v Lovosicích v česko-židovské rodině. Vystudoval obchodní akademii, poté pracoval jako úředník v soukromém sektoru.

### Druhá světová válka
Po Mnichovské dohodě a odstoupení Lovosic nacistickému Německu byla rodina Otto Bauera nucena přesídlit do Malšic. Po německé okupaci opustil 30. října 1939 Protektorát Čechy a Morava a do řad Československé armády v zahraničí vstoupil 20. září 1940 na Blízkém Východě. Postupně zde byl příslušníkem Československého pěšího praporu 11 – Východního a po jeho transformaci Československého 200. lehkého protiletadlového pluku – Východního. Mezi zářím 1941 a lednem 1942 absolvoval v Sýrii spojařský kurz. Po přesunu jednotky do Spojeného království vstoupil 21. října 1942 na vlastní žádost do Royal Air Force. Mezi únorem a březnem 1943 byl nakrátko příslušníkem 312. československé stíhací perutě. Po dalším výcviku mj. na Bahamách byl jako palubní střelec 10. června 1944 zařazen k 311. československé bombardovací peruti. Jako její příslušník se účastnil protiponorkových hlídkových letů nad oceánem.

### Po druhé světové válce
Po skončení druhé světové války ukončil v roce 1947 armádní službu a začal pracovat v zahraničním obchodu. V roce 1951 byl z politických důvodů propuštěn a nadále se živil jako dělník, později jako montér turbín v ČKD. Po invazi vojsk Varšavské smlouvy do Československa odešel v roce 1969 opět do emigrace, konkrétně do Lucemburska, kde od roku 1968 pobývaly jeho manželka s dcerou. Zde opět pracoval na výrobě turbín, do roku 1976 žil v Lucemburku, poté v Mameru. V roce 1991 byl povýšen do hodnosti plukovníka. Dne 23. března 2003 zemřel v Mameru, kde je i pohřben.

## Rodina
Matka a sestra Otto Bauera, které zůstaly po jeho odchodu do první emigrace na území Protektorátu Čechy a Morava, se staly oběťmi holokaustu. Matka zahynula v Zamośći a sestra Anna v Baranoviči. Byl dvakrát ženat. Dne 6. června 1945 se oženil s britskou občankou Mary Walshovou, se kterou se již následujícího roku rozvedl. Podruhé se oženil 9. října 1946 s Annou Kaderovou, manželům se narodila dcera.

## Vyznamenání
- Československá medaile Za chrabrost před nepřítelem
- Československá medaile za zásluhy II. stupně
- Pamětní medaile československé armády v zahraničí